# Khuzestan (tỉnh)
Khūzestān (tiếng Ba Tư: خوزستان) là một trong 30 tỉnh của Iran. Tỉnh này nằm ở phía tây nam quốc gia này, giáp các tỉnh Maysan, Basra của Iraq và vịnh Ba Tư. Thủ phủ tỉnh là Ahwaz, tỉnh có diện tích 63.238 km². Các thành phố lớn khác gồm Behbahan, Abadan, Andimeshk, Khorramshahr, Bandar Imam, Dezful, Shushtar, Omidiyeh, Izeh, Baq-e-Malek, Mah Shahr, Dasht-i Mishan/Dasht-e-Azadegan, Ramhormoz, Shadegan, Susa, Masjed Soleiman, Minoo Island và Hoveizeh.